# Списак држава по војном буџету
Ово је чланак гдје је представљен списак држава по војном буџету у текућој години. Војни буџети су представљени у америчким доларима по текућем валутном курсу. Ови подаци могу варирати из године у годину због варијације новчаног курса појединих држава. Те варијације могу довести до помјерања држава на ранг листи.
Прва табела је базирана на подацима Међународног стокхолмског института за мировна истраживања (SIPRI) за 2025. годину која укључује листу од 20 највећих свјетских буџета у 2024. години базираних на тренутном новчаном курсу. Друга табела је заснована на подацима из издања „Војног биланса“ за 2025. који је објавио Међународни институт за стратешке студије (ИИСС) са актуелним курсевима за 2024. годину. 

## Списак
| Ранг | Држава               | Буџет (милијарди $ ) | % БДП-а | % свјетског удјела |
| ---- | -------------------- | -------------------- | ------- | ------------------ |
|      | Свијет укупно        | 2718,0               | 2,5     | 100                |
| 01   | САД                  | 997,0                | 3,4     | 37,0               |
| 02   | Кина                 | 314,0                | 1,7     | 12,0               |
| 03   | Русија               | 149,0                | 7,1     | 5,5                |
| 04   | Немачка              | 88,5                 | 1,9     | 3,3                |
| 050  | Индија               | 86,1                 | 2,3     | 3,2                |
| 06   | Уједињено Краљевство | 81,8                 | 2,3     | 3,0                |
| 07   | Саудијска Арабија    | 80,3                 | 7,3     | 3,0                |
| 08   | Украјина             | 64,7                 | 34,0    | 2,4                |
| 09   | Француска            | 64,7                 | 2,1     | 2,4                |
| 10   | Јапан                | 55,3                 | 1,4     | 2,0                |
| 11   | Јужна Кореја         | 47,6                 | 2,6     | 1,8                |
| 12   | Израел               | 46,5                 | 8,8     | 1,7                |
| 13   | Пољска               | 38,0                 | 4,2     | 1,4                |
| 14   | Италија              | 38,0                 | 1,6     | 1,4                |
| 15   | Аустралија           | 33,8                 | 1,9     | 1,2                |
| 16   | Канада               | 29,3                 | 1,3     | 1,1                |
| 17   | Турска               | 25,0                 | 1,9     | 1,0                |
| 18   | Шпанија              | 24,6                 | 1,4     | 0,9                |
| 19   | Низоземска           | 23,2                 | 1,9     | 0,7                |
| 20   | Алжир                | 21,8                 | 8,0     | 0,7                |

| Ранг | Држава               | Буџет (милијарди $) |
| ---- | -------------------- | ------------------- |
| 01.  | САД                  | 968,0               |
| 02.  | Кина                 | 235,0               |
| 03.  | Русија               | 145,9               |
| 04.  | Немачка              | 86,0                |
| 05.  | Уједињено Краљевство | 81,1                |
| 06.  | Индија               | 74,4                |
| 07.  | Саудијска Арабија    | 71,7                |
| 08.  | Француска            | 64,0                |
| 09.  | Јапан                | 53,0                |
| 10.  | Јужна Кореја         | 43,9                |
| 11.  | Аустралија           | 36,4                |
| 12.  | Италија              | 35,2                |
| 13.  | Израел               | 33,7                |
| 14.  | Украјина             | 28,4                |
| 15.  | Пољска               | 28,4                |